# 2361 Гоголь
2361 Гоголь (2361 Gogol) — астероїд головного поясу, відкритий 1 квітня 1976 року.
Тіссеранів параметр щодо Юпітера — 3,196.